# Minnesota North Stars
De Minnesota North Stars was een ijshockeyteam uit de National Hockey League dat speelde in Minneapolis, Minnesota. Het was actief van 1967 tot 1993, toen het team naar Dallas, Texas verhuisde en de Dallas Stars werd. In 1978 fuseerde het team met de Cleveland Barons.

## Geschiedenis
In 1967 werd de National Hockey League uitgebreid met zes teams: Philadelphia Flyers, St. Louis Blues, Los Angeles Kings, Oakland Seals, Minnesota North Stars en Pittsburgh Penguins. In het eerste seizoen kwam meteen het dieptepunt in de geschiedenis van de North Stars: Bill Masterton overleed tijdens de wedstrijd tegen de Oakland Seals. In herdenking van deze tragische gebeurtenis, wordt ieder jaar de Bill Masterton Memorial Trophy gegeven aan een speler die terugkomt van een zware blessure. De eerste jaren van de franchise waren niet onaardig, maar in de jaren 70 ging het zowel sportief als financieel achteruit met de club. In 1978 kochten de gebroeders Gunds echter het team, waar zij al de Cleveland Barons in bezit hadden. Ze fuseerden beide teams, waarij de North Stars de Barons eigenlijk overnam, want de North Stars bleven hun naam en thuisplaats houden. Door de instroom van enkele getalenteerde spelers van de Barons gingen de North Stars beter spelen: in 1981 bereikten ze de finale van de Stanley Cup, die ze wel verloren. De rest van dat decennium gingen daarentegen de prestaties weer omlaag, totdat Minnesota in 1988 de eerste draft pick kreeg, waarna ze Mike Modano kozen. Het ging weer bergopwaarts met de club, maar de broertjes Gunds wilde het team verhuizen naar de Baai van San Francisco, wat de NHL tegenhield. In plaats daarvan kregen de broers de beschikking over het nieuwe team San Jose Sharks, in San José, Californië om 1991. De North Stars draaiden dat seizoen juist heel goed en bereikten voor de tweede keer de finale van de Stanley Cup, om de beslissende wedstrijd met 8-0 te verliezen van de Pittsburgh Penguins.

## Dallas
Dit verlies leek de nekslag voor de Minnesota North Stars, waarna het team in 1993 verhuisde naar Dallas, Texas en zich omdoopte tot de Dallas Stars. Daar had het team meer succes dan in Minnesota, in 1999 wonnen de Stars de Stanley Cup. In 2001 kreeg de tweelingstad Minneapolis-St. Paul een nieuwe franchise, de Minnesota Wild.

## Prijzen
- 1991 - Clarence S. Campbell Bowl

## Bekende spelers
- Bill Masterton
- Mike Modano
- Derian Hatcher
- Richard Matvichuk